# 불의 여신 정이
《불의 여신 정이》는 2013년 7월 1일부터 2013년 10월 22일까지 MBC에서 방송된 월화드라마이다.

## 방송 시간
| 방송 채널 | 방송 기간                           | 방송 시간                                | 방송 분량 |
| --------- | ----------------------------------- | ---------------------------------------- | --------- |
| MBC TV    | 2013년 7월 1일 ~ 2013년 10월 15일   | 매주 월요일 ~ 화요일 밤 10시 ~ 11시 20분 | 80분      |
| MBC TV    | 2013년 10월 21일 ~ 2013년 10월 22일 | 매주 월요일 ~ 화요일 밤 10시 ~ 11시 15분 | 75분      |

## 등장 인물

### 주요 인물
- 문근영 : 유정 역 (아역 진지희) - 여성 도공 '백파선'(百婆仙)을 모티브로 함.
- 이상윤 : 광해 역 (아역 노영학) - 이름은 이혼. 조선 제15대 왕
- 김범 : 김태도 역 (아역 박건태)
- 박건형 : 이육도 역 (아역 오승윤) - 사옹원 변수 이강천의 아들, 명문 도예가의 장손
- 서현진 : 심화령 역 (아역 김지민) - 파기장 심종수의 딸
- 전광렬 : 이강천 역

### 본원 인물
- 변희봉 : 문사승 역
- 이종원 : 유을담 역
- 성지루 : 심종수 역

### 왕궁 인물
- 정보석 : 선조 역 - 조선 14대 왕
- 한고은 : 인빈 김씨 역 - 신성군의 친모
- 유신애 : 공빈 김씨 역
- 이미숙 : 상궁 역
- 이광수 : 임해 역 (아역 이인성)
- 정세인 : 신성군 역 (아역 박준목)

### 주변 인물
- 장광 : 이평익 역 - 이조판서
- 장효진 : 마풍 역 - 강천의 호위무사, 봉족의 아들
- 송옥숙 : 손행수 역

### 그 외 인물
- 전재형 : 개똥 역 (공초군 3인방)
- 최권 : 강쇠 역 (공초군 3인방)
- 이유진 : 일남 역 (공초군 3인방)
- 최현서 : 홍단 역
- 이현걸
- 최지나 :연옥 역(정이 친모) *특별출연

### 일본 인물
- 안석환 : 도요토미 히데요시 역
- 윤서현 : 겐조 역 - 이름이 "겐조"라는 점과 조선의 도공들을 노린다는 점을 봐서 대마도 승려 게이테쓰 겐소(景轍玄蘇)와 규슈 사쓰마 영주 시마즈 요시히로(島津義弘)를 섞은 가공인물로 추정된다.
- 미상 : 야나가와 노리노부 역
- 미상 : 요도 도노 역
- 이병훈 : 도쿠가와 이에야스 역
- 강현중 : 이시다 미쓰나리 역
- 강지섭 : 데라자와 히로타카 역
- 김동현 : 가토 기요마사 역

## 시청률
최저 시청률과 최고 시청률은 시청률 조사회사와 지역별로 시청률에 차이가 있을 수 있습니다.
| 2013년      | 2013년      | 2013년         | 2013년       | 2013년         | 2013년       |
| 회차        | 방송일      | TNmS 시청률    | TNmS 시청률  | AGB 시청률     | AGB 시청률   |
| 회차        | 방송일      | 대한민국(전국) | 서울(수도권) | 대한민국(전국) | 서울(수도권) |
| ----------- | ----------- | -------------- | ------------ | -------------- | ------------ |
| 제1회       | 7월 1일     | 10.1%          | 11.1%        | 10.7%          | 12.3%        |
| 제2회       | 7월 2일     | 10.4%          | 11.7%        | 11.4%          | 11.3%        |
| 제3회       | 7월 8일     | 9.3%           | 10.5%        | 10.3%          | 11.4%        |
| 제4회       | 7월 9일     | 10.6%          | 11.9%        | 12.0%          | 12.8%        |
| 제5회       | 7월 15일    | 11.5%          | 13.3%        | 10.6%          | 11.7%        |
| 제6회       | 7월 16일    | 11.3%          | 13.7%        | 11.8%          | 13.3%        |
| 제7회       | 7월 22일    | 11.2%          | 13.4%        | 11.7%          | 12.6%        |
| 제8회       | 7월 23일    | 12.1%          | 15.1%        | 11.8%          | 12.4%        |
| 제9회       | 7월 29일    | 11.2%          | 13.7%        | 10.4%          | 11.6%        |
| 제10회      | 7월 30일    | 10.8%          | 13.4%        | 11.0%          | 11.5%        |
| 제11회      | 8월 5일     | 10.7%          | 13.6%        | 10.0%          | 11.2%        |
| 제12회      | 8월 6일     | 11.0%          | 14.4%        | 11.6%          | 13.0%        |
| 제13회      | 8월 12일    | 8.2%           | 10.5%        | 9.1%           | 10.3%        |
| 제14회      | 8월 13일    | 8.8%           | 10.9%        | 9.6%           | 10.8%        |
| 제15회      | 8월 19일    | 7.7%           | 9.6%         | 7.8%           | 9.4%         |
| 제16회      | 8월 20일    | 8.2%           | 10.3%        | 8.6%           | 9.8%         |
| 제17회      | 8월 26일    | 7.6%           | 8.7%         | 8.6%           | 9.9%         |
| 제18회      | 8월 27일    | 8.4%           | 10.3%        | 9.1%           | 10.9%        |
| 제19회      | 9월 2일     | 8.5%           | 9.7%         | 8.4%           | 9.7%         |
| 제20회      | 9월 3일     | 9.6%           | 11.5%        | 9.1%           | 10.4%        |
| 제21회      | 9월 9일     | 7.6%           | 8.9%         | 8.4%           | 9.4%         |
| 제22회      | 9월 10일    | 8.2%           | 9.1%         | 7.9%           | 9.1%         |
| 제23회      | 9월 16일    | 8.2%           | 9.9%         | 7.5%           | 8.7%         |
| 제24회      | 9월 17일    | 7.9%           | 8.5%         | 7.2%           | 7.8%         |
| 제25회      | 9월 30일    | 7.1%           | 7.7%         | 6.0%           | 7.0%         |
| 제26회      | 10월 1일    | 7.7%           | 8.8%         | 7.6%           | 8.4%         |
| 제27회      | 10월 7일    | 7.9%           | 9.2%         | 7.4%           | 9.0%         |
| 제28회      | 10월 8일    | 7.6%           | 8.5%         | 7.2%           | 7.7%         |
| 제29회      | 10월 15일   | 8.2%           | 9.3%         | 9.0%           | 10.3%        |
| 제30회      | 10월 15일   | 6.8%           | 7.1%         | 8.0%           | 9.5%         |
| 제31회      | 10월 21일   | 9.1%           | 11.0%        | 9.3%           | 10.4%        |
| 제32회      | 10월 22일   | 10.3%          | 12.1%        | 9.6%           | 10.6%        |
| 평균 시청률 | 평균 시청률 | 9.1%           | 10.8%        | 9.3%           | 10.4%        |

## 연속 방송
- 2013년 10월 15일 : 밤 10시부터 2회 연속방송 (29회, 30회)

## 동시간대 드라마
- KBS 월화드라마

《굿 닥터》 (2013년 8월 5일 ~ 2013년 10월 8일)
《미래의 선택》 (2013년 10월 14일 ~ 2013년 12월 3일)
- SBS 월화드라마

《황금의 제국》 (2013년 7월 1일 ~ 2013년 9월 17일)
《수상한 가정부》 (2013년 9월 23일 ~ 2013년 11월 26일)

## 같이 보기
- 백파선(百婆仙)
- 이삼평
- 심수관